# L’Oraille
L’Oraille ist ein Weiler im Département Manche in der südwestlichen Normandie und damit im Norden Frankreichs.
L’Oraille ist Teil der Gemeinde L’Étang-Bertrand. Der Weiler befindet sich im Zentrum der Halbinsel Cotentin, ungefähr 20 km von der Nord-, 20 km von der West- und 20 km von der Ostküste der Halbinsel entfernt.
Die Départementsstraßen D 167 und D 902 verlaufen östlich bzw. nördlich in geringer Entfernung. Die Douve fließt östlich, 1 km entfernt.
Koordinaten: 49° 29′ N, 1° 34′ W